# Tomar
Tomar [tuˈmaɾ] ist eine portugiesische Stadt (Cidade) und ein Kreis (Concelho), etwa 100 km nordöstlich von Lissabon gelegen. Sie hat 36.413 Einwohner (Stand 19. April 2021). Tomar gehört zur Rede de Judiarias, einem Verbund von Orten historisch bedeutender jüdischer Gemeinden, die ein gemeinsames touristisches Marketing betreiben.

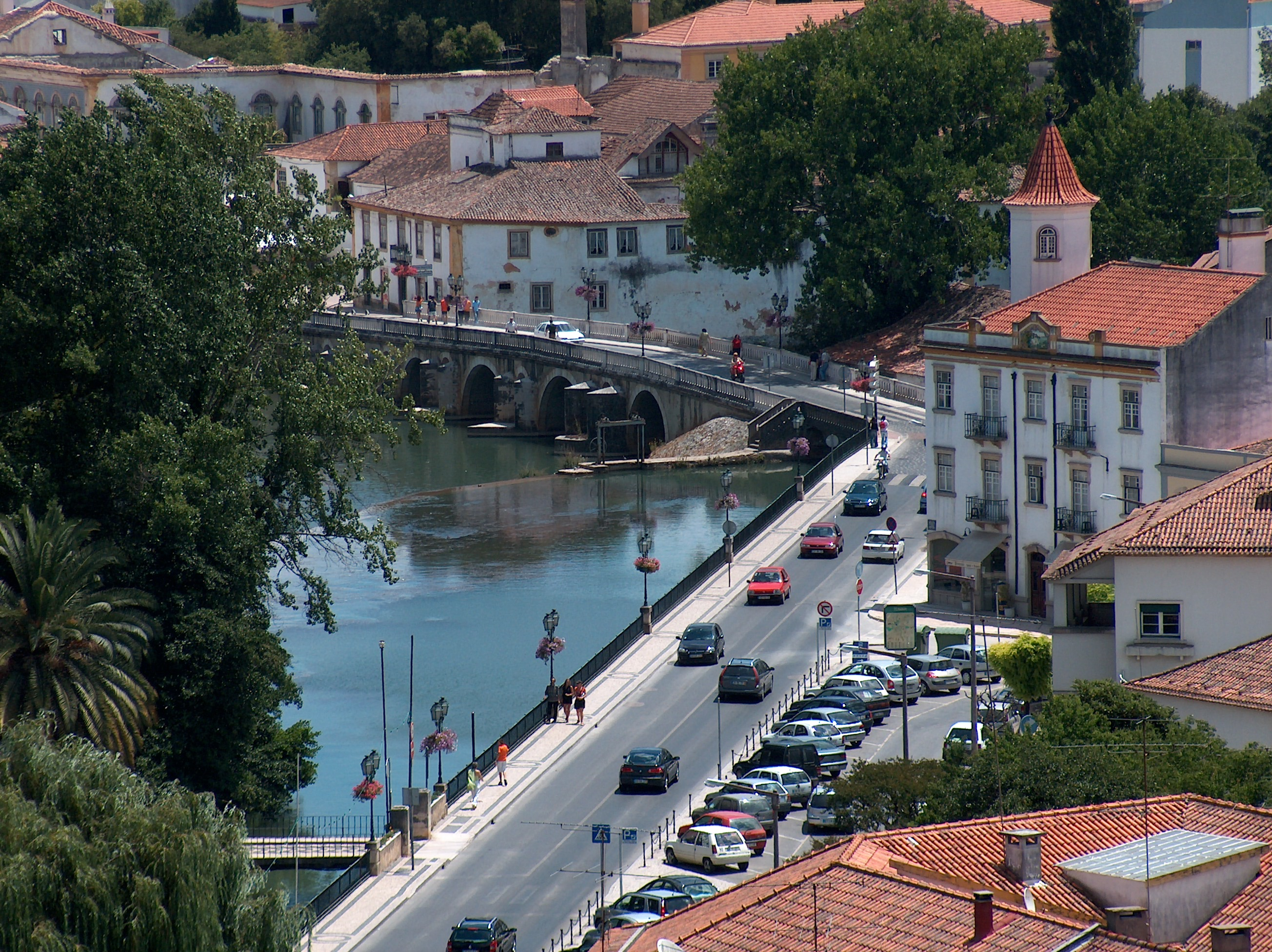
Teilansicht von Tomar mit Römerbrücke

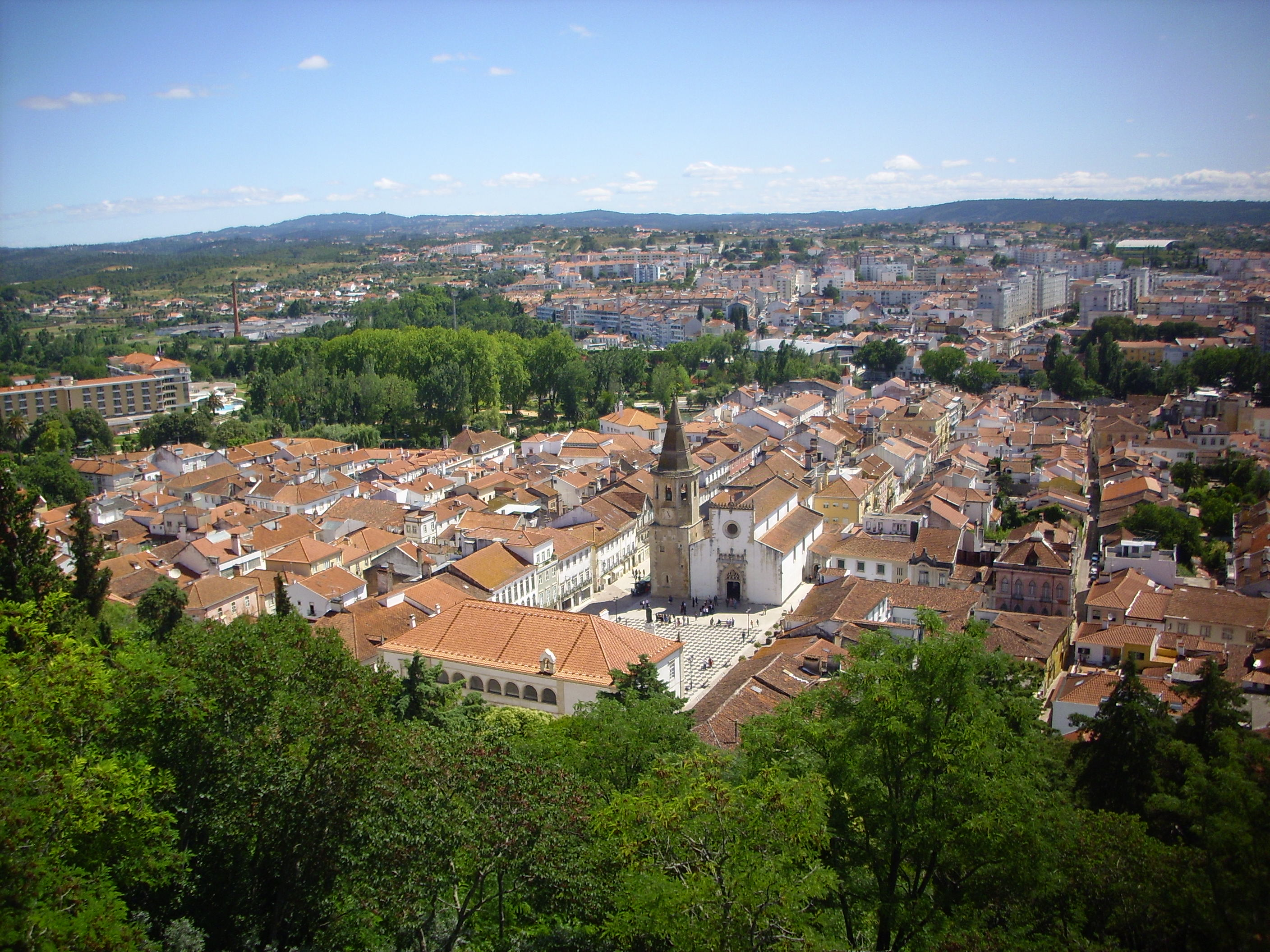
Tomar aus der Vogelperspektive

## Geschichte
Im Zuge der Reconquista eroberte Portugals erster König D.Afonso Henriques Tomar im Jahr 1147 von den Mauren und übergab den Ort im Jahr 1159 dem Templerorden. Der heutige Ort entstand mit Baubeginn der Klosterburg durch die Templer am 1. März 1160. Seine ersten Stadtrechte erhielt es 1162 durch Gualdim Pais, der damit zugleich den eigenständigen Kreis (Concelho) von Tomar schuf und als Stadtgründer gilt. Mit der Auflösung des Templerordens gründete König D.Dinis 1312 den portugiesischen Christusorden, als Nachfolger der Templer. Unter dem Christusritter Prinz Heinrich, dem späteren Heinrich der Seefahrer, erlebte Tomar im 15. Jahrhundert einen Aufschwung, zu dem auch eine wachsende jüdische Gemeinde beitrug, deren Mitglieder nach ihrer Ausweisung aus Kastilien 1492 nach Portugal gekommen waren.
Im Jahr 1510 erneuerte König Manuel I. die Stadtrechte, und Tomar wurde ein bedeutender Künstlerort mit Architekten und Malern wie João de Castilho und Diogo de Arruda. 1844 wurde die bisherige Kleinstadt (Vila) anlässlich des Besuchs der Königin Maria II. zur Stadt erhoben.

## Kultur und Sehenswürdigkeiten
Aus der Gruta do Caldeirão (Höhle) bei Tomar stammen Bestattungen des Frühneolithikums. Die Keramik datiert zwischen 5300 und 5100 v. Chr. und gehört in das späte Cardial. Beim Ort liegt die Anta do Vale da Laje.
Die Stadt ist bekannt durch den zum UNESCO-Weltkulturerbe gehörenden Convento de Cristo (Christuskloster), der auch das Stadtbild beherrscht. Es handelt sich hierbei um einen Kombination von Burg und Kloster der Tempelritter auf einem Hügel westlich über der Stadt, der nach der Auflösung des Templerordens im Jahr 1312 an den Christusorden überging und dessen Zentrum war.
Überregional bekannt ist Tomar auch für das alle vier Jahre im Juni/Juli stattfindende Stadtfest Festa dos Tabuleiros. Die Stadt ist dann angefüllt mit vielen tausend Besuchern, die insbesondere die Umzüge sehen möchten, bei denen Mädchen und Frauen geschmückte Tabletts (tabuleiros) mit aufgesteckten Broten in Höhe ihrer Körpergröße auf dem Kopf durch die geschmückten Straßen tragen. Das seit Jahrhunderten stattfindende, dem heiligen Geist gewidmete, Fest geht auf eine Prozession zurück, bei der Brot an Bedürftige verteilt wurde.
Die Stadt beherbergt u. a. ein kurioses Streichholzmuseum, mit 80.000 Zündhölzern und Schachteln aus 115 Ländern. Weitere Museen sind das städtische Museu Municipal João de Castilho, das einen Schwerpunkt auf Ausstellungen alter und neuer Kunst legt, das Museu Hebraico Abraão Zacuto, das in der mittelalterlichen Synagoge untergebracht ist und sich der jüdischen Geschichte Tomars und Portugals widmet, und das Fotomuseum Arquivo Fotográfico Silva Magalhães.
Auf der innerstädtischen Flussinsel des Nabão, Parque do Mouchão, befindet sich eine Grünanlage mit altem Baumbestand und einem alten Wasserrad, das im maurischen Stil mit Tongefäßen zum Schöpfen des Wassers errichtet wurde. Ein kleines Hotel ist dort eingerichtet.
Am Nordrand der Altstadt steht die achteckige, im 16. Jahrhundert erbaute Kapelle São Gregorio mit einem Zeltdach und einem manuelinischen Portal.
Einmal monatlich, gewöhnlich am vierten und gelegentlich am dritten Samstag im Monat, findet in der zentralen Fußgängerzone der Rua Serpa Pinto ein Markt für Biolebensmittel statt.
In Tomar finden sich besonders viele Beispiele für die portugiesische Pflasterkunst, die Calçada Portuguesa, sowohl großflächige Anlagen wie der Platz vor dem Rathaus und der Kirche São João Baptista, als auch kleinteilige und kunstvolle Beispiele auf Gehwegen und kleinen Plätzen.

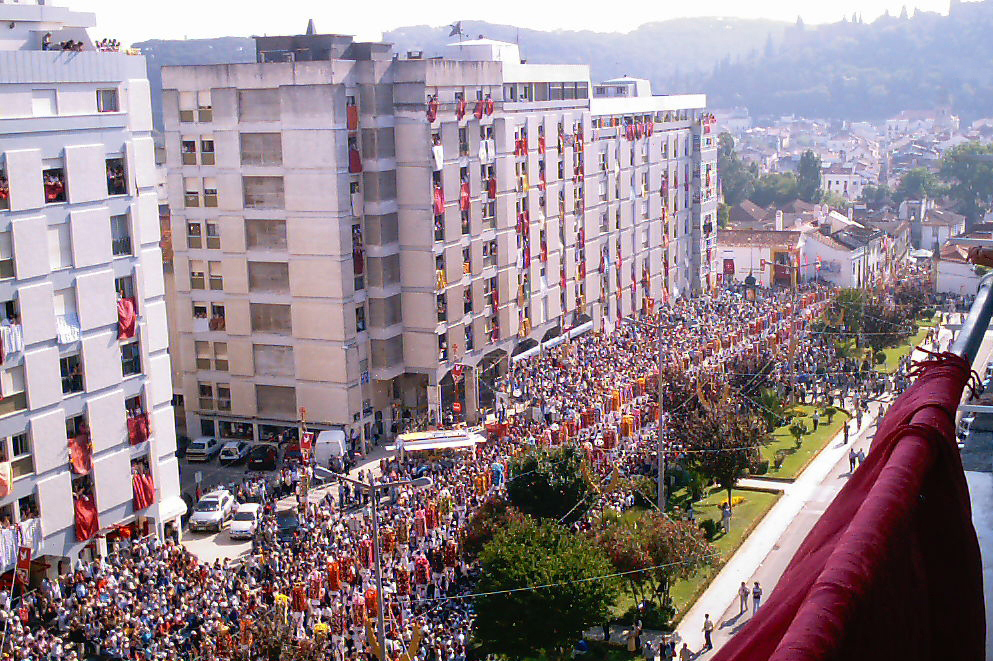
Festumzug der Festa dos Tabuleiros (2003)
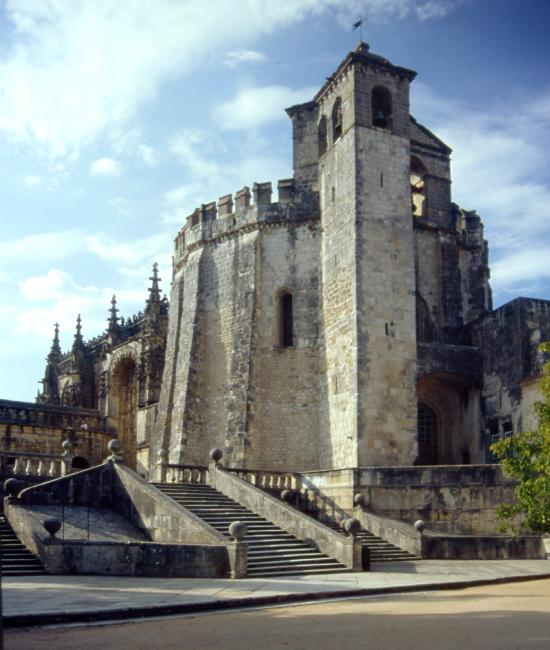
Südansicht der Kreuzritterburg
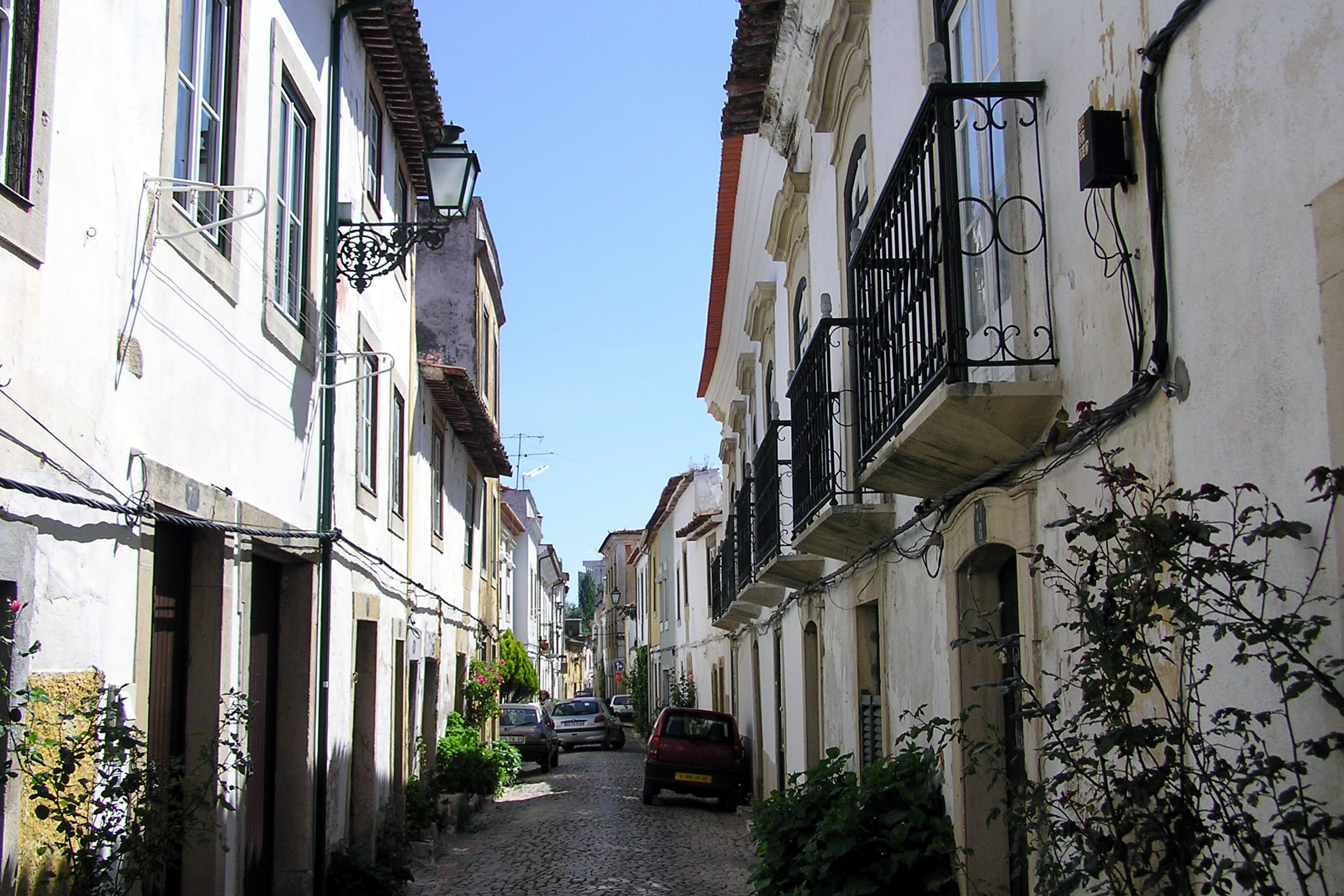
Gasse der Synagoge von Tomar
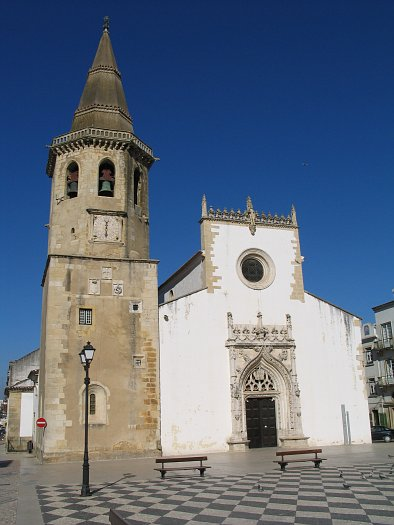
S. João Baptista Kirche
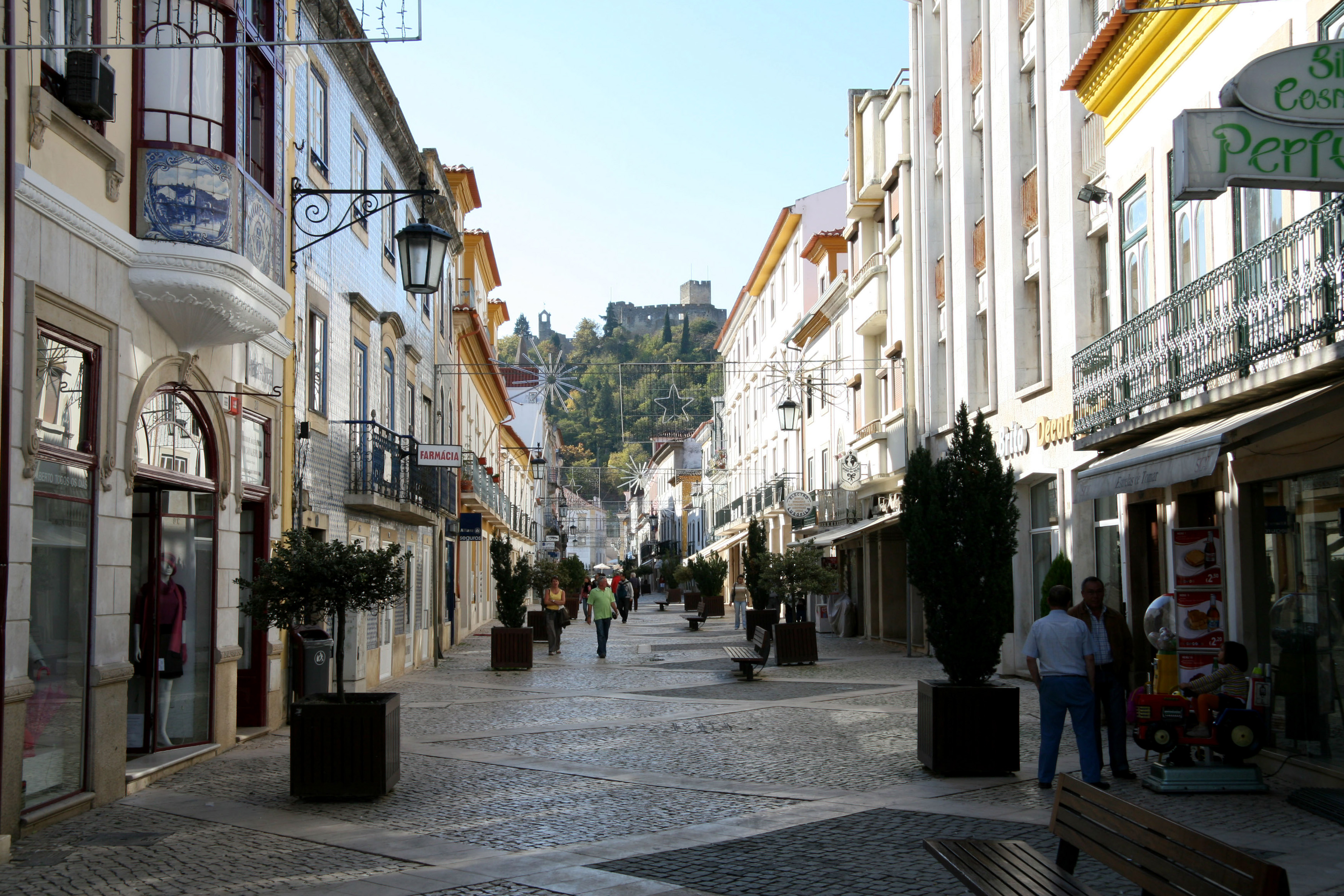
In der Fußgängerzone Rua Serpa Pinto (2007)
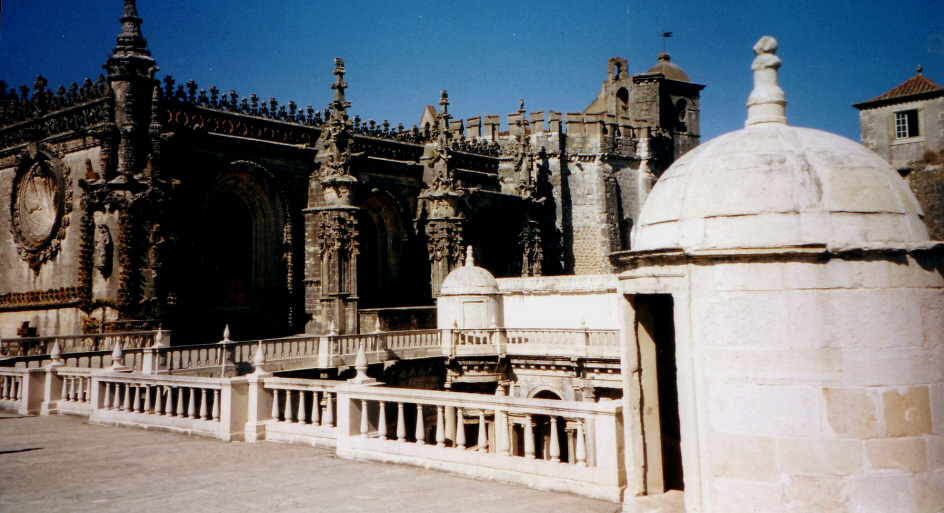
In der Kreuzritterburg von Tomar (2002)
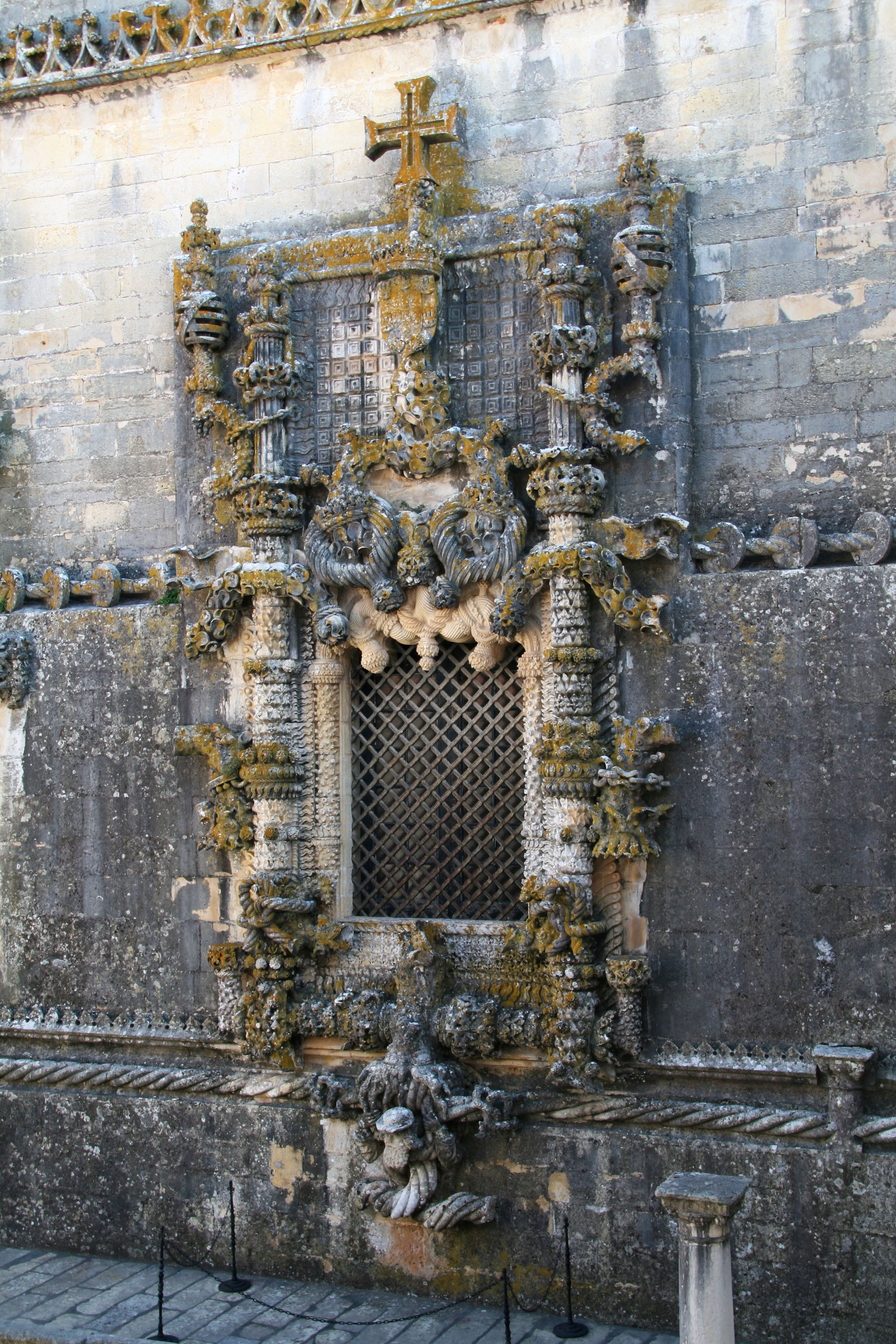
Manuelinisches Fenster an der Kreuzritterkirche
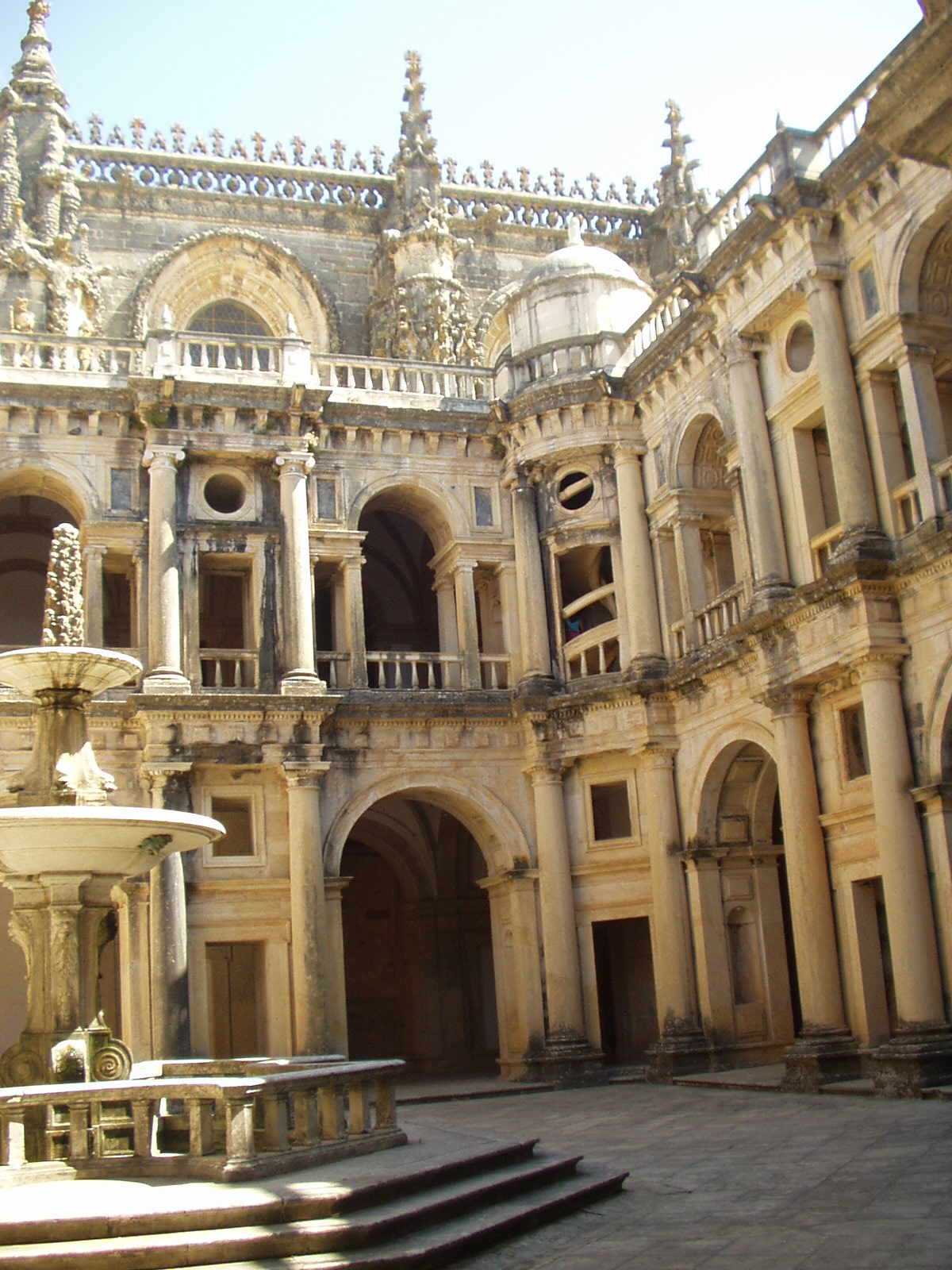
Kreuzritterkonvent – Claustro dos Felipes (2005)
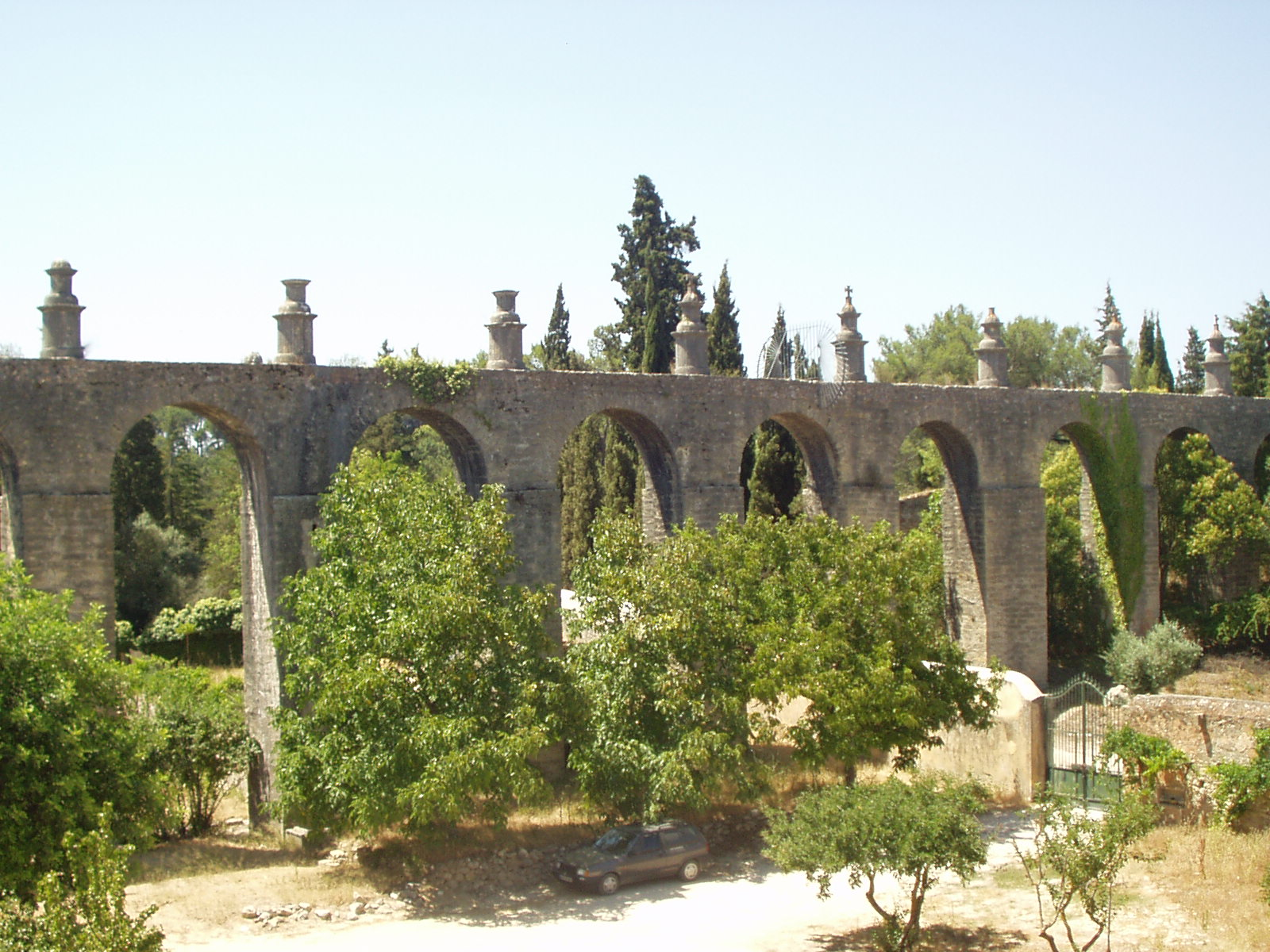
Aquädukt – Blick von der Kreuzritterburg Tomar (2005)
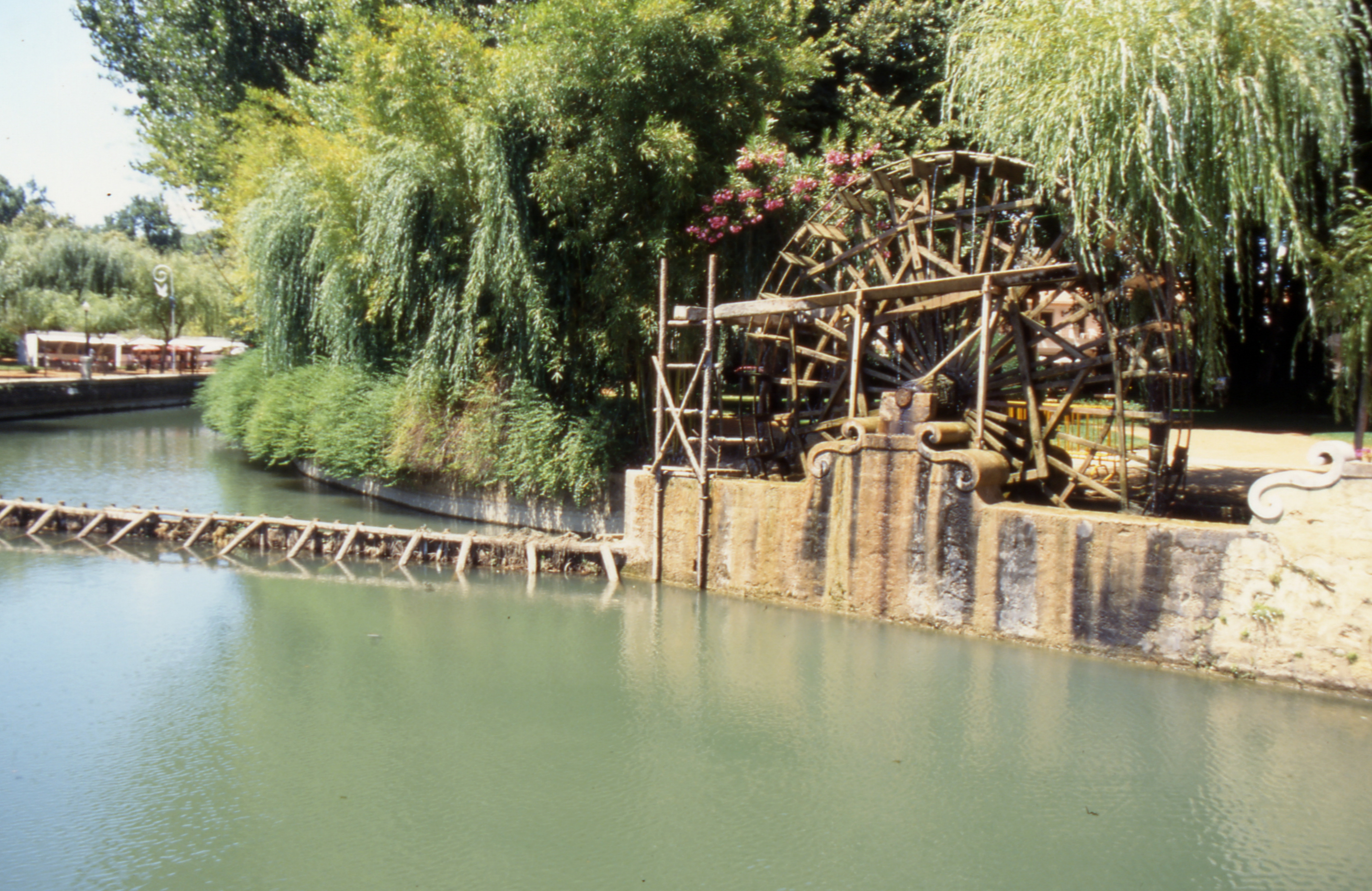
Wasserrad in Tomar

## Verwaltung

### Kreis
Tomar ist auch Verwaltungssitz eines gleichnamigen Kreises. Die Nachbarkreise sind (im Uhrzeigersinn im Norden beginnend): Ferreira do Zêzere, Abrantes, Vila Nova da Barquinha, Torres Novas sowie Ourém.

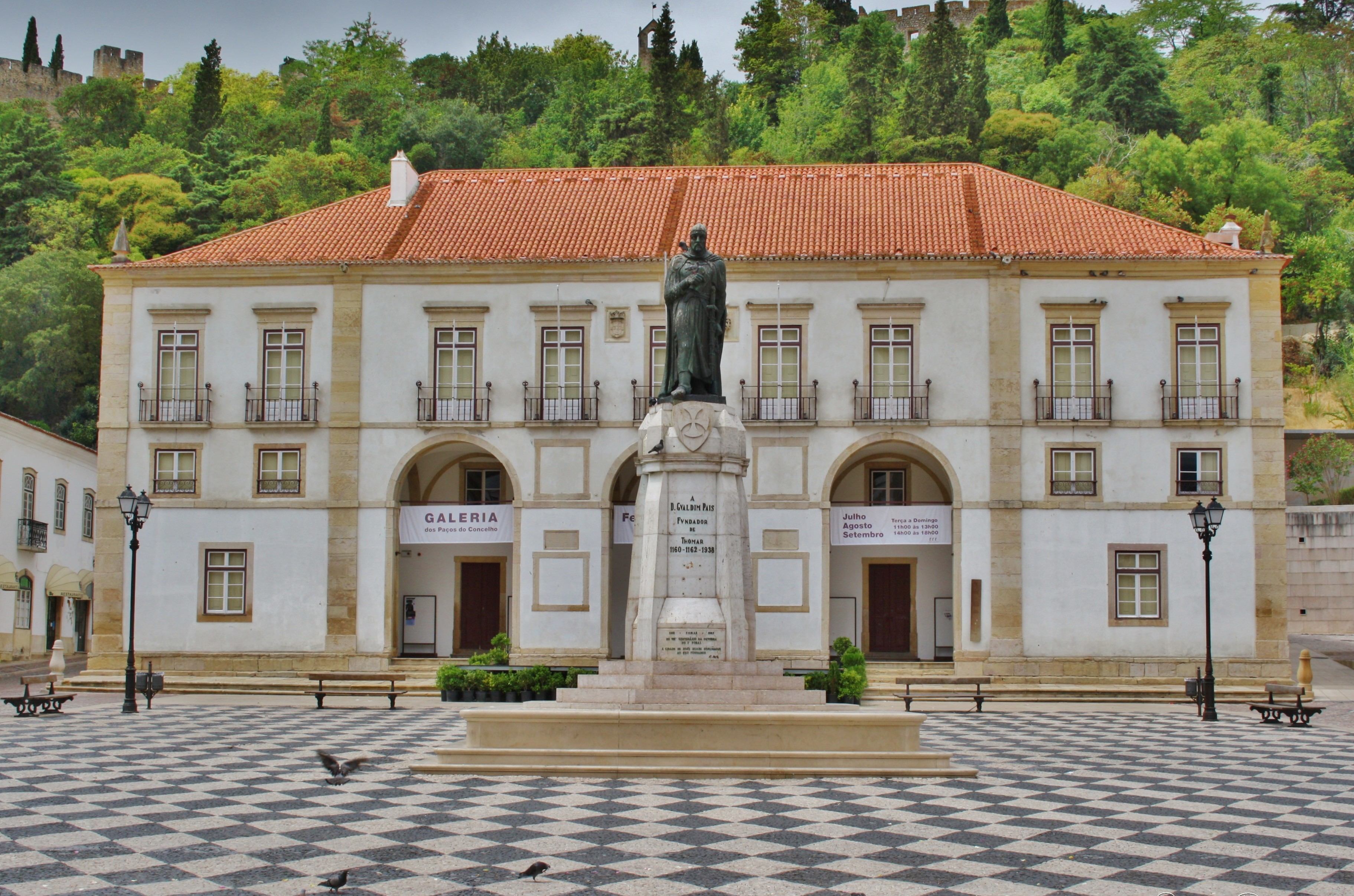
Das Rathaus von Tomar (mit Standbild von Gualdim Pais)

Mit der Gebietsreform im September 2013 wurden mehrere Gemeinden zu neuen Gemeinden zusammengefasst, sodass sich die Zahl der Gemeinden von zuvor 16 auf elf verringerte.
Die folgenden Gemeinden (Freguesias) liegen im Kreis Tomar:

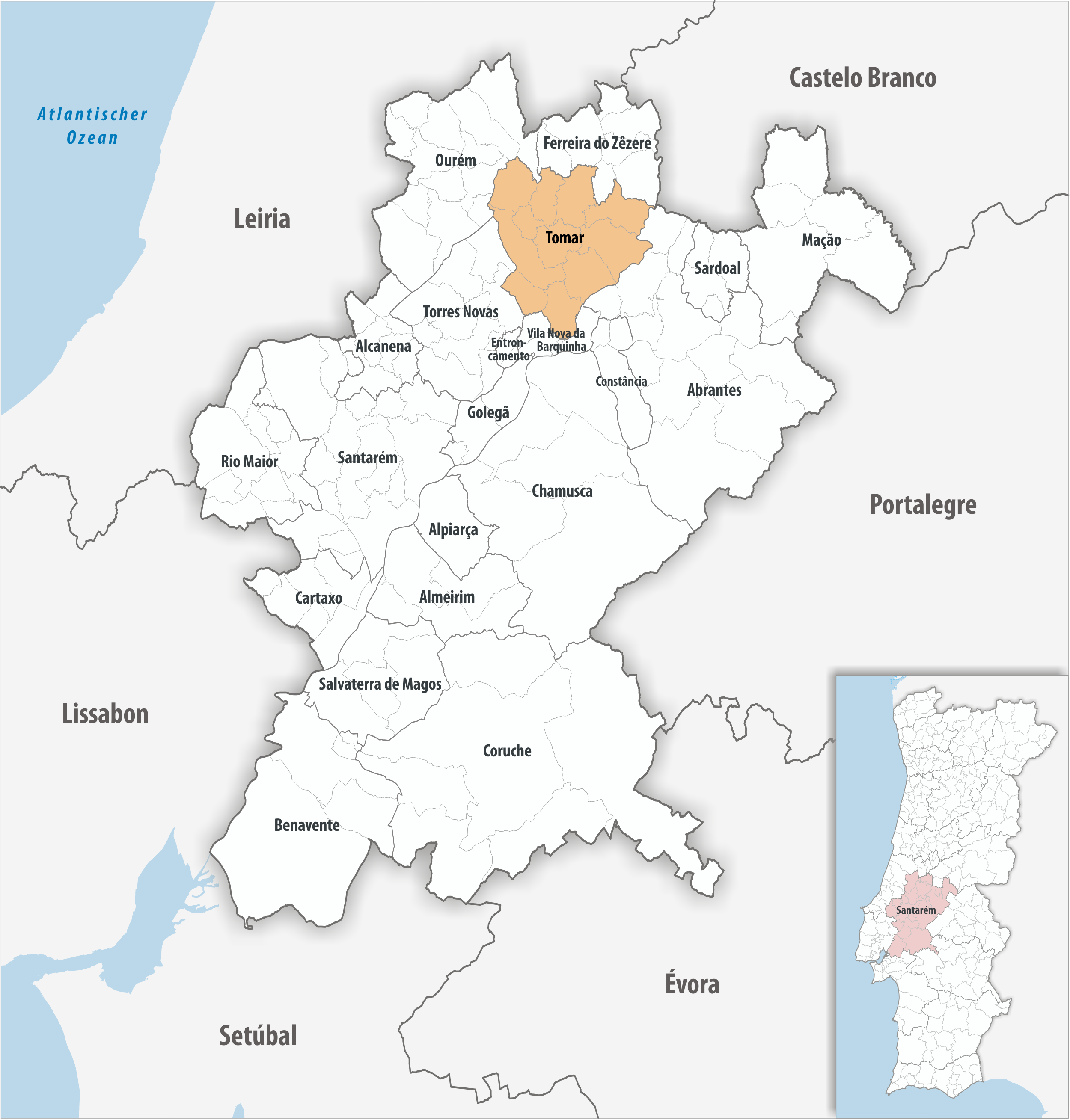
Kreis Tomar

| Gemeinde                        | Einwohner (2021) | Fläche km² | Dichte Einw./km² | LAU- Code |
| ------------------------------- | ---------------- | ---------- | ---------------- | --------- |
| Além da Ribeira e Pedreira      | 1.080            | 24,50      | 44               | 141817    |
| Asseiceira                      | 2.439            | 29,07      | 84               | 141802    |
| Carregueiros                    | 1.067            | 12,35      | 86               | 141804    |
| Casais e Alviobeira             | 2.528            | 35,96      | 70               | 141818    |
| Madalena e Beselga              | 3.421            | 44,44      | 77               | 141819    |
| Olalhas                         | 1.216            | 34,72      | 35               | 141808    |
| Paialvo                         | 2.234            | 22,31      | 100              | 141809    |
| Sabacheira                      | 844              | 34,26      | 25               | 141814    |
| São Pedro de Tomar              | 2.681            | 36,66      | 73               | 141813    |
| Serra e Junceira                | 1.971            | 46,57      | 42               | 141820    |
| Tomar e Santa Maria dos Olivais | 16.932           | 30,38      | 557              | 141821    |
| Kreis Tomar                     | 36.413           | 351,22     | 104              | 1418      |

### Bevölkerungsentwicklung
| Einwohnerzahl im Kreis Tomar (1801–2004) | Einwohnerzahl im Kreis Tomar (1801–2004) | Einwohnerzahl im Kreis Tomar (1801–2004) | Einwohnerzahl im Kreis Tomar (1801–2004) | Einwohnerzahl im Kreis Tomar (1801–2004) | Einwohnerzahl im Kreis Tomar (1801–2004) | Einwohnerzahl im Kreis Tomar (1801–2004) | Einwohnerzahl im Kreis Tomar (1801–2004) | Einwohnerzahl im Kreis Tomar (1801–2004) |
| 1801                                     | 1849                                     | 1900                                     | 1930                                     | 1960                                     | 1981                                     | 1991                                     | 2001                                     | 2004                                     |
| ---------------------------------------- | ---------------------------------------- | ---------------------------------------- | ---------------------------------------- | ---------------------------------------- | ---------------------------------------- | ---------------------------------------- | ---------------------------------------- | ---------------------------------------- |
| 16.536                                   | 16.786                                   | 31.360                                   | 39.179                                   | 44.161                                   | 45.672                                   | 43.139                                   | 43.007                                   | 42.983                                   |

### Städtepartnerschaften
- Vincennes (Frankreich)

## Verkehr

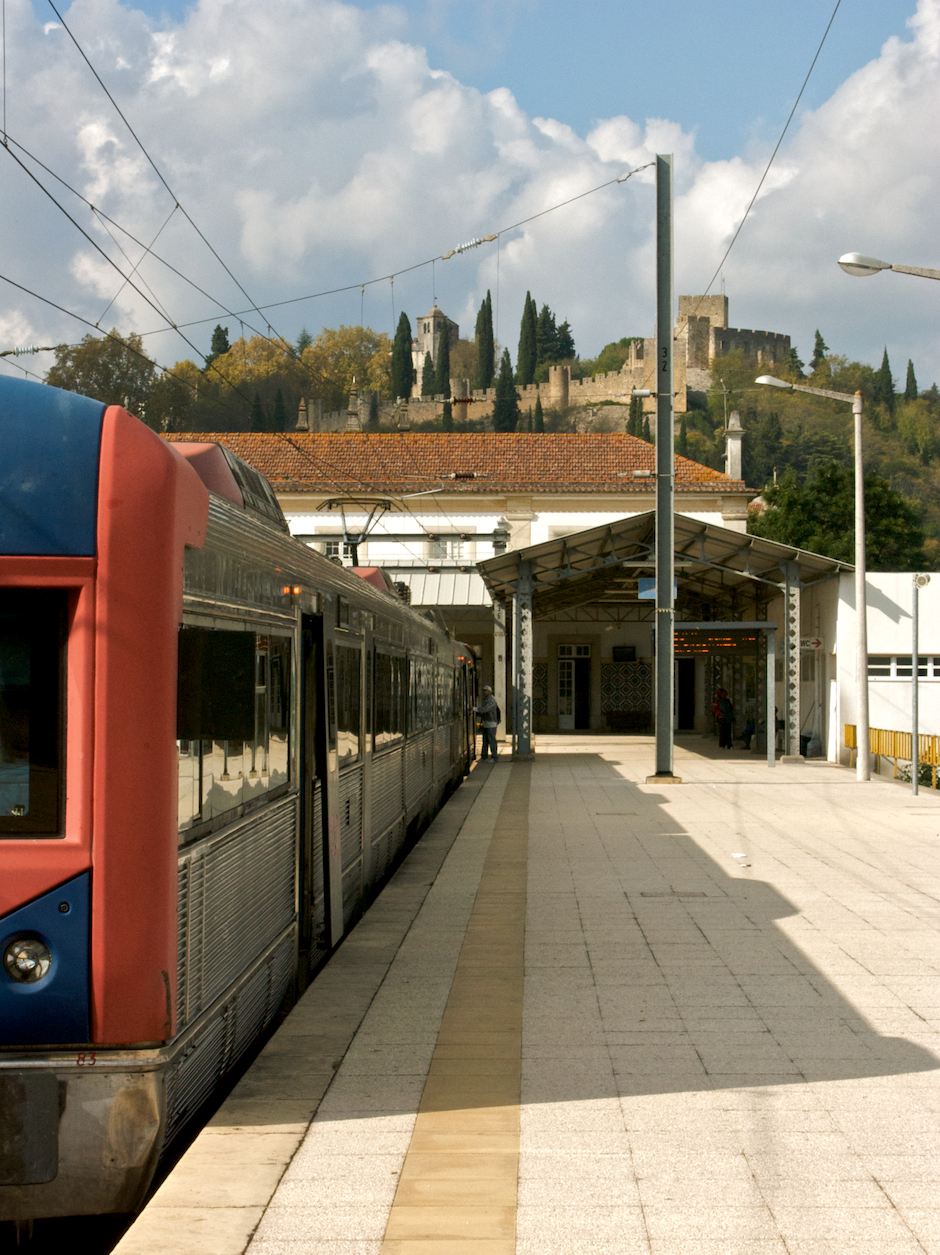
Regionalbahn im Bahnhof Tomar (2008)

### Eisenbahn
Über die Strecke Ramal de Tomar ist die Stadt an das landesweite Schienennetz angeschlossen.

### Bus
Die Stadt ist in das landesweite Busnetz der Rede Expressos eingebunden. Zudem wird der Ort von einigen regionalen Buslinien des Lissabonner Großraum-Streckennetzes angefahren.

### Straßen
Tomar liegt an der Nationalstraße N113 und ist etwa 20 km von der Anschlussstelle Atalaia der Autobahn A23 entfernt.

### Innerstädtischer Nahverkehr

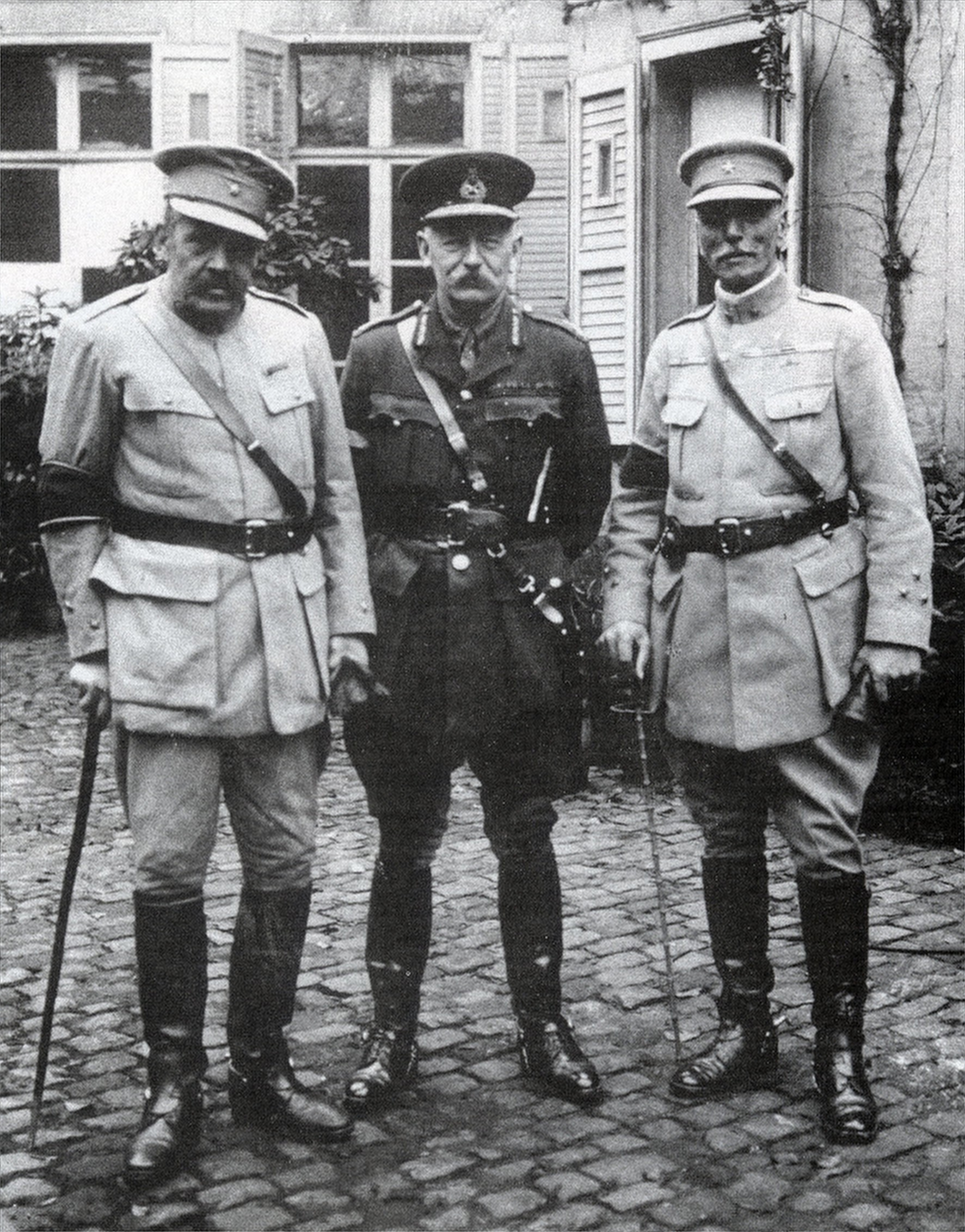
Tamagnini de Abreu (links), mit Richard Haking (Mitte) und Gomes da Costa (rechts)

Die städtischen Verkehrsbetriebe TUTomar – Transportes Urbanos de Tomar befahren die 24 Haltestellen im historischen Zentrum und den Schul-, Gesundheits- und Einkaufszentren im Norden der Stadt mit roten Kleinbussen in einem 20-Minuten-Takt, in Spitzenzeiten im 10-Minuten-Takt (wochentags von 7 Uhr bis 20 Uhr, samstags von 8 Uhr bis 14 Uhr, sonntags von 14 Uhr bis 20 Uhr). Eine einfache Fahrt kostet 0,70 Euro, eine 10er-Karte 5,10 Euro, und ein Tagesticket 2 Euro. Zudem sind 3-Tagestickets, 5-Tagestickets und weitere Abonnements möglich (Stand: Januar 2013).

## Söhne und Töchter der Stadt
- João Anes († 1402), Erzbischof von Lissabon
- Manuel Joaquim Nogueira (1787–1862), Militär und Politiker
- José Ribeiro Faria e Silva (1855–1932), Arzt
- Tamagnini de Abreu (1856–1924), Militär, Kommandeur des Portugiesischen Expeditionskorps im Ersten Weltkrieg
- Fernando Lopes-Graça (1906–1994), Komponist und Dirigent
- Nuno Viriato Tavares de Melo Egídio (1922–2011), Militär, 1979–1981 Gouverneur von Macau
- Isabel Ruth (* 1940), Schauspielerin
- Paulo Frischknecht (* 1961), olympischer Schwimmer
- Margarida Cardoso (* 1963), Regisseurin
- Ana Laíns (* 1979), Fadosängerin
- Melânia Gomes (* 1984), Schauspielerin
- Patrícia Sampaio (* 1999), Judoka